# Chanukkia

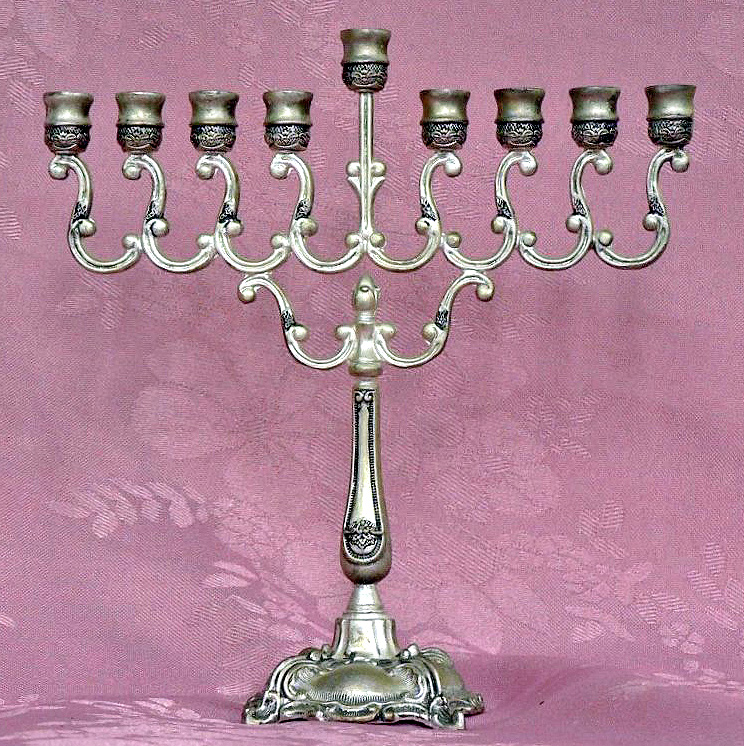
Åttaarmad Chanukkia-ljusstake.

Chanukkia (betoning på i, -'kia) är en menora-ljusstake för Chanukka-ljusen, (eller -oljan). Chanukkian har åtta ljus som är lika långa, till skillnad från tempelmenorans sju ljus. Ljusen i Chanukkian står lika högt, i en rad. 
Dessutom finns ett extraljus, en shames, "tjänare" på svenska. Shames tänds först. Den har som uppgift att tända de övriga ljusen. Shames står bakom de övriga ljusen eller vid sidan av dem, för att markera att shames är "tjänaren" som tänder ljusen. 
Chanukka är en "ljusfest" som firas i åtta dagar från 25:e kislev, till minne av templets återinvigning 164 f.Kr. under Mackabéertiden. Enligt traditionen fanns bara helig olja för en dags bruk, men denna räckte mirakulöst till alla åtta dagarna. Första dagen tänder man ett ljus med shames, andra dagen två ljus etc. På åttonde dagen tänder man alla åtta ljusen. Shames är det nionde ljuset, "tjänaren" som tänder alla ljusen dag för dag.
Chanukkiamenorot används i offentliga sammanhang vid Chanukka i vissa länder. En speciellt stor finns i New York, där chanukkia och julgran gemensamt får symbolisera december månads festligheter utan att vara religiöst påträngande. Världens största chanukkia är över 18 m hög och finns i Indonesien.